# Делта (Огайо)
Делта (англ. Delta) — селище (англ. village) в США, в окрузі Фултон штату Огайо. Населення — 3316 осіб (2020).

## Географія
Делта розташована за координатами 41°34′31″ пн. ш. 84°0′17″ зх. д. / 41.57528° пн. ш. 84.00472° зх. д. (41.575289, -84.004730).  За даними Бюро перепису населення США в 2010 році селище мало площу 6,92 км², з яких 6,91 км² — суходіл та 0,00 км² — водойми.

## Демографія
Згідно з переписом 2010 року, у селищі мешкали 3103 особи в 1203 домогосподарствах у складі 842 родин. Густота населення становила 449 осіб/км².  Було 1293 помешкання (187/км²).
Расовий склад населення:
| - 96,1 % — білих - 0,5 % — корінних американців - 0,5 % — азіатів - 0,4 % — чорних або афроамериканців |

До двох чи більше рас належало 1,6 %. Частка іспаномовних становила 5,3 % від усіх жителів.
За віковим діапазоном населення розподілялося таким чином: 27,7 % — особи молодші 18 років, 60,1 % — особи у віці 18—64 років, 12,2 % — особи у віці 65 років та старші. Медіана віку мешканця становила 35,5 року. На 100 осіб жіночої статі у селищі припадало 93,9 чоловіків;  на 100 жінок у віці від 18 років та старших — 89,0 чоловіків також старших 18 років.
Середній дохід на одне домашнє господарство  становив 56 981 долар США (медіана — 48 008), а середній дохід на одну сім'ю — 64 345 доларів (медіана — 62 857). Медіана доходів становила 40 441 долар для чоловіків та 36 458 доларів для жінок. За межею бідності перебувало 13,5 % осіб, у тому числі 18,2 % дітей у віці до 18 років та 6,0 % осіб у віці 65 років та старших.
Цивільне працевлаштоване населення становило 1597 осіб. Основні галузі зайнятості: виробництво — 20,1 %, освіта, охорона здоров'я та соціальна допомога — 19,3 %, роздрібна торгівля — 11,6 %, мистецтво, розваги та відпочинок — 11,0 %.